# Mike Oldfield
Michael Gordon Oldfield (Reading, Berkshire, 15 de maio de 1953), é um músico e compositor inglês, cuja música abrange um vasto leque de influências desde rock progressivo, folk, música étnica, clássica e electrónica, new age e dance. A sua música caracteriza-se pela sua complexidade na composição. Um dos seus trabalhos mais conhecidos é o álbum Tubular Bells, de 1973.

## Biografia
Autodidata, logo aprendeu a tocar uma diversidade de instrumentos. Foi reconhecido por fazer solos de guitarra melódicos e, com vinte anos, lançou o álbum Tubular Bells, composto por dois longos instrumentais de 20 minutos, vendendo mais de 18 milhões de cópias.
Em 1975 lançou Ommadawn, onde em algumas partes da suíte se ouvem trechos de world music.
Continuou com suas inovações e fez diversos álbuns dos mais variados estilos. Entre esses podemos destacar Amarok (1990), onde Mike mostrou seu extremo senso de composição e melodia, compondo uma música de 60 minutos, onde toca mais de 60 instrumentos, e mostrando vários estilos musicais, como a música portuguesa, flamenco, celta, africana, minimal, folk, progressiva entre outras. Em 2005 lançou o álbum duplo Light & Shade. Cada CD desta obra mostra um lado na personalidade do Mike. De um lado há influências de música eletrônica, de outro músicas mais introspectivas, com climas obscuros e solos de guitarra.

## Discografia

### Álbuns principais
| Ano  | Título                       | posição na UK Albums Chart |
| ---- | ---------------------------- | -------------------------- |
| 1973 | Tubular Bells                | 1                          |
| 1974 | Hergest Ridge                | 1                          |
| 1975 | The Orchestral Tubular Bells | 17                         |
| 1975 | Ommadawn                     | 4                          |
| 1978 | Incantations                 | 14                         |
| 1979 | Exposed                      | 16                         |
| 1979 | Platinum                     | 24                         |
| 1980 | QE2                          | 27                         |
| 1982 | Five Miles Out               | 7                          |
| 1983 | Crises                       | 6                          |
| 1984 | Discovery                    | 15                         |
| 1984 | The Killing Fields           | 98                         |
| 1987 | Islands                      | 29                         |
| 1989 | Earth Moving                 | 30                         |
| 1990 | Amarok                       | 47                         |
| 1991 | Heaven's Open                |                            |
| 1992 | Tubular Bells II             | 1                          |
| 1994 | The Songs of Distant Earth   | 24                         |
| 1996 | Voyager                      | 12                         |
| 1997 | The Essential Mike Oldfield  | 4                          |
| 1998 | Tubular Bells III            | 4                          |
| 1999 | Guitars                      | 40                         |
| 1999 | The Millennium Bell          | 133                        |
| 2002 | Trɜs Lunɑs                   |                            |
| 2003 | Tubular Bells 2003           | 51                         |
| 2005 | Light & Shade                | 175                        |
| 2008 | Music of the Spheres         | 9                          |
| 2014 | Man on the Rocks             | 12                         |
| 2017 | Return to Ommadawn           |                            |